# Gmina Brwenica
Gmina Brwenica (mac. Општина Брвеница) – gmina w północno-zachodniej Macedonii Północnej.
Graniczy z gminami: Tetowo od północy, Żelino od wschodu, Makedonski Brod od południowego wschodu, Gostiwar od południowego zachodu, Wrapcziszte od zachodu oraz Bogowińe od północnego zachodu.
Skład etniczny
- 61,62% – Albańczycy
- 37,52% – Macedończycy
- 0,86% – pozostali

W skład gminy wchodzi:
- 10 wsi: Błace, Brwenica, Czełopek, Dołno Sedłarce, Gurgurnica, Miłetino, Radiowce, Stencze, Tenowo, Wołkowija.